# Герб Дебальцева
Герб Дебальцева — официальный символ города Дебальцево Донецкой области. Также официально принят флаг Дебальцево.

## Эмблема 1978 года

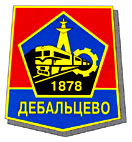
Эмблема 1978 года

К столетию Дебальцево в 1978 году была разработана его эмблема, но она не была официально утверждена.

## Герб 1998 года
25 февраля 1998 года Дебальцевским городским советом был утверждён новый герб Дебальцева, разработанный фирмой «Интерхоббиэкспо».
Герб представляет собой собой щит, опрокинуто-вилообразно разделённый на червлень, зелень и чернь. Поверх всего золотой пламенеющий безант над крылатым колесом того же металла. Щит увенчан серебряной городской короной, справа обрамлён цветущей ветвью каштана, слева — осенней ветвью клёна натуральных цветов. Ветви обвиты красной девизной лентой с надписью золотыми литерами «Дебальцеве».
Красный цвет в гербе символизирует любовь, смелость и мужество, а также как цвет раскаленного металла символизирует Дебальцевский завод металлургического машиностроения. Зелёный символизирует изобилие, надежду и радость, а также богатую местную растительность. Чёрный цвет символизирует Донецкий угольный бассейн.
Солнце символизирует богатство, свет и надежду. Эмблема работников железнодорожного транспорта (крылатое колесо) указывает на то, что Дебальцево является крупным железнодорожным узлом и на то, что основание города связано со строительством железной дороги.
Корона является указанием на город областного подчинения. Щит обрамляют ветви деревьев, которые распространены в городе.
Цвета герба повторяются во флаге города.

## Герб 2024 года

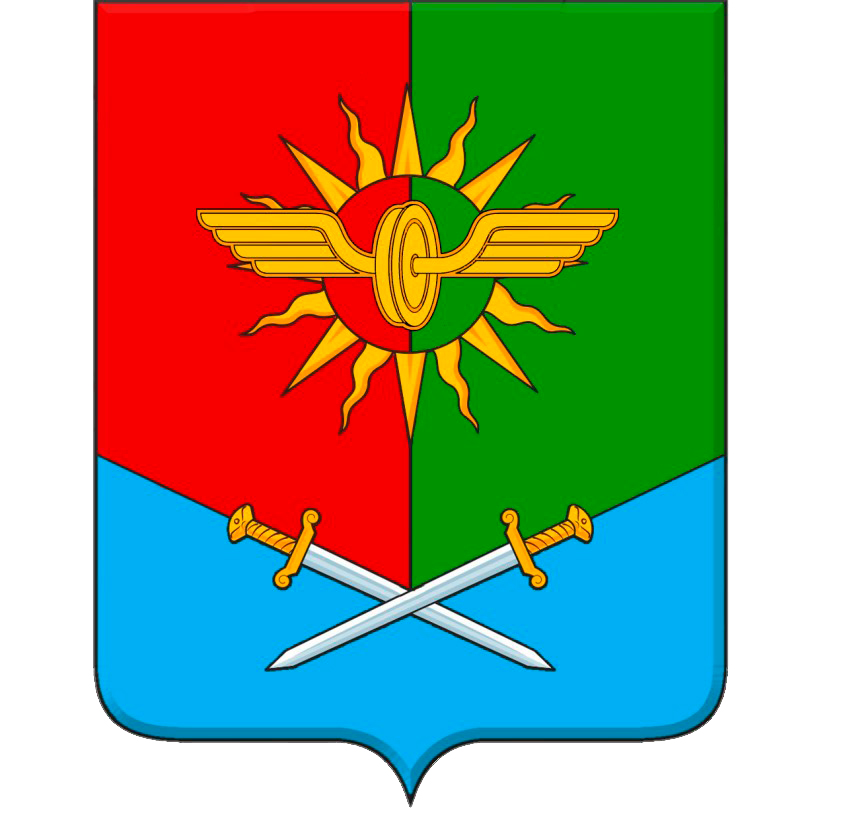
Герб Дебальцева 2024 года

25 апреля 2024 года Дебальцевский городской совет, подконтрольный властями ДНР, утвердили новый герб города.

Геральдическое описание:
«В червленом и зеленом рассеченном поле – золотое солнце с диском в цвет поля, поверх которого положено золотое крылатое колесо; все сопровождаемо внизу, поверх верхнего края включенной лазоревой вызубренной в один зубец оконечности, – двумя серебряными перекрещенными мечами с золотыми рукоятями вверх».